# Kamenný mostek (Velký Beranov)
Kamenný mostek se klene přes Henčovský potok v blízkosti silnice II/602 v katastrálním území Velký Beranov v okrese Jihlava. Mostek byl v roce 2020 Ministerstvem kultury České republiky prohlášen za kulturní památku České republiky.

## Historie
Kamenný mostek byl součástí císařské silnice, která byla budována v letech 1783–1783, mezi Brnem a Jihlavou. Mostek se nachází v blízkosti osady Henčov v údolí Henčovského potoka. Kolem roku 1938 byla budována nová silnice, která šla mimo původní císařskou silnici a mostek přestal být využíván. U mostku se dochovala i část původní štětové silnice.

## Popis
Mostek je jednooblouková jednoduchá stavba postavena z hrubě opracovaného lomového kamene. Má horní mostovku bez zábradlí a obrubníku. Nízký mostní oblouk je zaklenut omítanou valenou klenbou, která je vystavěna z hrubě opracovaného vyspárovaného lomového kamene, v průčelí má oblouk širší lem z kamenných kvádrů.